# اورس کلین
اورس کلین (انگلیسی: Urs Kälin؛ زادهٔ ۲۶ فوریهٔ ۱۹۶۶) اسکی‌باز آلپاین اهل سوئیس است.